# Geita
Geita este un oraș situat în partea de nord a Tanzaniei. Este reședința nou-înființatei regiuni Geita. Exploatare de aur.